# Monochamus titillator
Monochamus titillator là một loài bọ cánh cứng trong họ Cerambycidae.